# Abraham i trzej aniołowie (obraz Rembrandta)
Abraham i trzej aniołowie – obraz holenderskiego malarza Rembrandta.

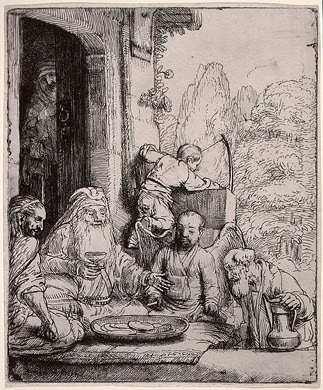
Grafika z 1656 roku Abraham i trzej aniołowie 15.9 × 13.2 cm z National Gallery of Art w Waszyngtonie

Przedstawia doniosłą scenę objawienia Abrahamowi narodzin syna, opisaną w Starym Testamencie w Księdze Rodzaju:

Pan ukazał się Abrahamowi pod dębami Mamre, gdy ten siedział u wejścia do namiotu w najgorętszej porze dnia. Abraham spojrzawszy dostrzegł trzech ludzi naprzeciw siebie. Ujrzawszy ich podążył od wejścia namiotu do namiotu na ich spotkanie. A oddawszy im pokłon do ziemi, rzekł: "O Panie, jeśli darzysz mnie życzliwością, racz nie omijać Twego sługi! Przyniosę trochę wody, wy zaś raczcie obmyć sobie nogi, a potem odpocznijcie pod drzewami. Ja zaś pójdę wziąć nieco chleba, abyście się pokrzepili, zanim pójdziecie dalej, skoro przechodzicie koło sługi waszego. (...) Rzekł mu jeden z nich: „O tej porze za rok znów wrócę do ciebie, twoja zaś żona Sara będzie miała wtedy syna”. Sara przysłuchiwała się u wejścia do namiotu.

Rembrandt dość wiernie przedstawił scenę biblijną. Stary Abraham trzyma naczynie z wodą by obmyć nogi jednego z gości. Przybyłe postacie mają wizerunki aniołów. Jeden z nich, przedstawiony frontalnie w białej szacie jest reprezentantem Boga co sugeruje padające na niego światło. On to przekazuje nowinę narodzin Izaaka. Drugi z aniołów siedzący po lewej stronie spożywa pokarm co ma obrazować nakaz gościnności. Po lewej stronie ukazana została dziewięćdziesięcioletnia Sara, ukryta za drzwiami i przysłuchująca się rozmowie. Kobiety nie towarzyszyły mężczyznom w spożywaniu posiłku.
Scena objawienia jest interpretowana jako figura nowotestamentowego zwiastowania Marii, matki Jezusa, a w postaciach trzech aniołów widziano Trójcę Świętą – Boga Ojca, Jezusa Chrystusa i Ducha Świętego. Obraz znajduje się w kolekcji prywatnej przez co bardzo rzadko pokazywany jest szerszej publiczności.
Dziesięć lat później Rembrandt stworzył grafikę o tym samym tytule. Tym razem wszystkie postacie zostały przedstawione frontalnie, jedynie Sara nadal nieśmiało wychyla się zza drzwi. Obecnie grafika znajduje się w zbiorach muzeum waszyngtońskiego National Gallery of Art.